# Sainte-Marguerite (Quebec)
| Sainte-Marguerite             |                        |
|                               |                        |
| Coordenadas: 46°31' N 70°56'W |                        |
| Província                     | Quebec                 |
| Região administrativa         | Chaudière-Appalaches   |
| Incorporado em                | 1 de julho de 1840     |
| Prefeito                      | Adrienne Gagné         |
|                               |                        |
| Área                          |                        |
| - Cidade                      | 82,56 km², 33 mi²      |
| Fuso horário                  | UTC -5                 |
| População (2006)              |                        |
| - Cidade                      | 1.053                  |
| - Densidade                   | 13 hab/km², 32 hab/mi² |

Saint-Elzéar é uma municipalidade canadense do conselho  municipal regional de La Nouvelle-Beauce, Quebec, localizada na região administrativa de Chaudière-Appalaches. Em sua área de pouco mais de 82 km², habitam cerca de mil pessoas. Situada a 12 km ao norte de Sainte-Marie. É cortada pelas rodovias 216 e 275.

O nome da municipalidade homenageia a memória de Marguerite Marcoux, viúva de Lázaro Buteau, um antigo comandante da milícia de Sait-Gervais.